# Autostrada A31
Die Autostrada A31 (italienisch für ‚Autobahn A31‘), ehemals Autostrada della Val d’Astico genannt, ist eine Autobahn in der italienischen Region Venetien im Nordosten Italiens, die zurzeit ca. 90 km lang und mautpflichtig ist. Die Autobahn führt derzeit von Piovene-Rocchette über Vicenza bzw. die A4 nach Rovigo. Der Abschnitt von Piovene nach Vicenza wurde bereits 1976 eröffnet. Nach der vollständigen Fertigstellung soll sie von Trient-Rovereto über Vicenza nach Rovigo zur neu geplanten Autostrada Padana Inferiore führen.
Die A31 lässt sich in zwei Abschnitte einteilen:
- Nordteil: Vicenza bis Trient, davon fertiggestellt von Piovene Rocchette bis zur A4
- Südteil: A4 bei Vicenza bis Rovigo

## Weiterbau

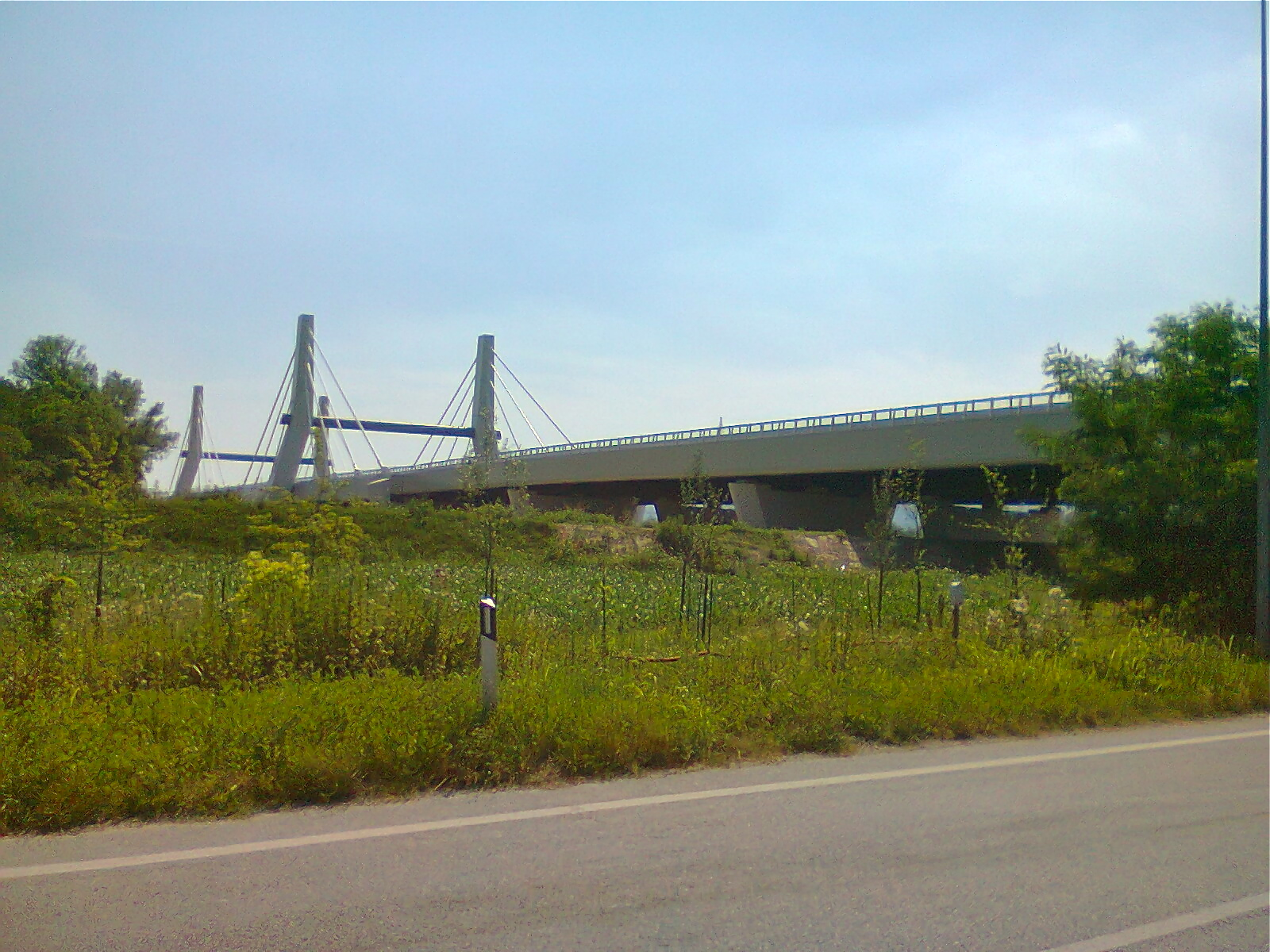
Viadukt über den Bacchiglione bei Longare.

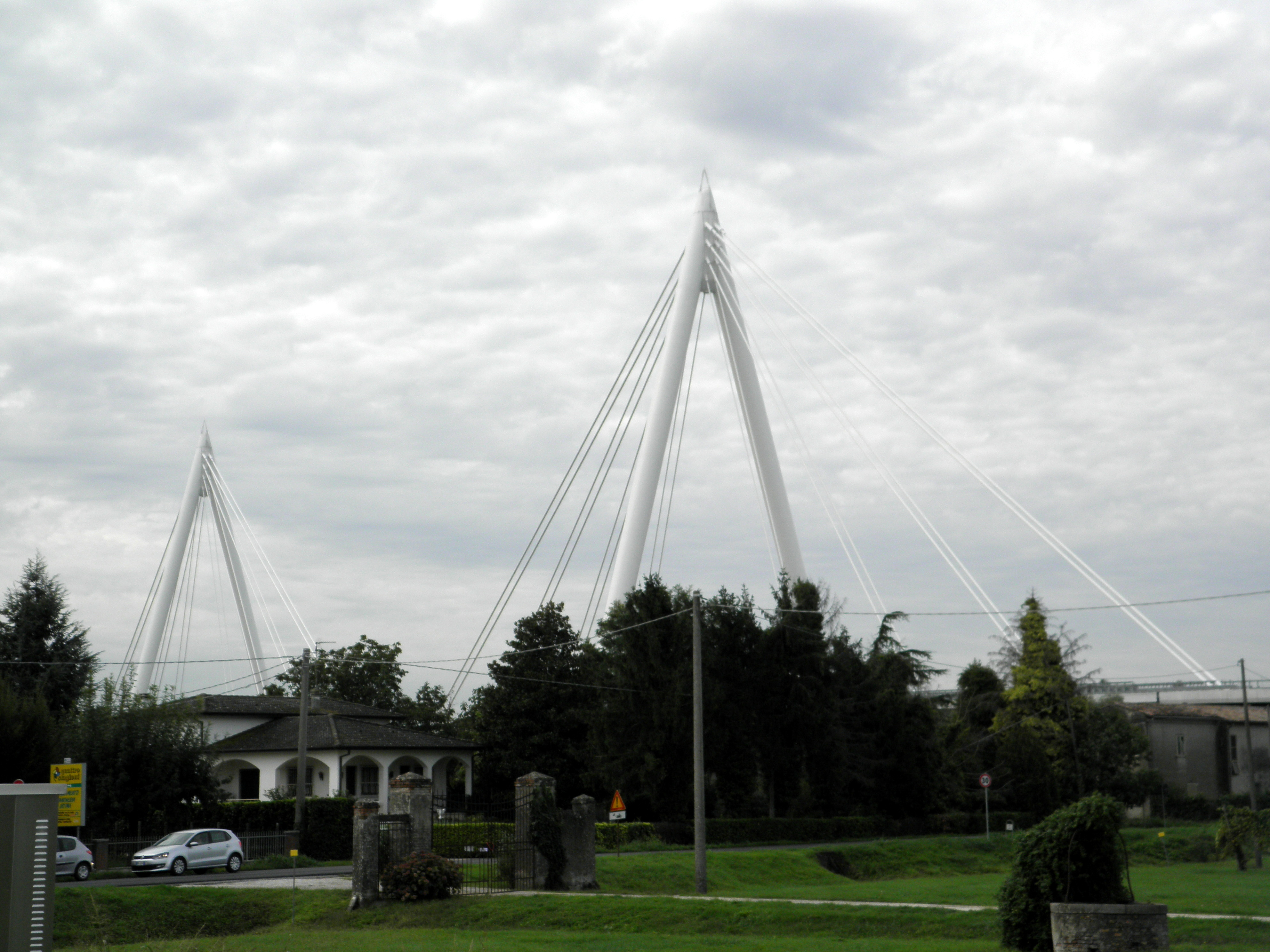
Brücke über die Etsch, bei Piacenza d’Adige.

Seit Jahren wird ein Weiterbau der A31 nach Trient im Norden diskutiert, bereits in den 1980er-Jahren gab es erste Planungen.
Maßgebend an der Verzögerung beteiligt waren lokale Verwaltungen im Trentino und diverse Umweltaktivisten (z. B. WWF), die einen Weiterbau Richtung Süden (Rovigo) und Richtung Norden (Trient) verhindern wollen bzw. wollten.
Eine Baugenehmigung für den Weiterbau in Richtung Süden wurde 2005 erteilt, 2006 mit dem Bau begonnen. Die Strecke Vicenza–Rovigo sollte ursprünglich 2010 fertiggestellt werden,
Am 22. September 2012 wurden die ersten 7 km von der A4 bis nach Longare – Montegaldella als erster Teil des Südabschnitts eröffnet und freigegeben, am 26. Juni 2013 folgten die nächsten 8 km nach Albettone-Barbarano.
Am 30. Juni 2014 wurde der Abschnitt zwischen Albettone und Agugliaro und am 15. Dezember 2014 die Verbindung zur Strada Statale 434 Transpolesana eröffnet.
Der Abschnitt von Noventa Vicentina nach S. Margherita d’Adige wurde am 23. März 2015 eröffnet. Die letzten 7 Kilometer zwischen Noventa Vicentina und Agugliaro, wurden Ende August 2015 eröffnet.
Die Erweiterung der A31 in Richtung Norden ist in Planung. Im Juli 2016 wurde nach langem Ringen von der Region Venetien und der Autonomen Provinz Trient beschlossen, dass die A31 bis zur Regionsgrenze als Autobahn, der Rest bis ins Etschtal als eine Straße mit einer geringeren Kategorie (Superstrada) und auch nur zur Brennerstaatsstraße SS12 geführt wird. Seit Januar 2017 wurde mit den ersten Bohrungen zwischen Piovene Rochette und Lastebasse begonnen.
Ende Januar 2019 hat der Staatsrat in Rom das Projekt für den nördlichen Ausbau mit der Anschlussvariante Besenello auf Betreiben der Gemeinde Besenello wegen inhaltlicher Fehler für nichtig erklärt. Damit ist eine neue Projektierung nötig. Nach den Wünschen der nach den Landtagswahlen im Trentino im Herbst 2018 eingesetzten neuen Regierung unter Landeshauptmann Maurizio Fugatti von der Lega, soll der Weiterbau nun südlicher über Posina, das Val Terragnolo, Vallarsa nach Rovereto führen.

Die A31 Valdastico mit geplanter Nordverlängerung in Richtung Trient (Anschlussvariante Besenello)